# Аморфа кущова
Аморфа кущова, крутик кущовий (Amorpha fruticosa L.) — рослина родини бобових. Походить з Північної Америки, інтродукована в Європі та Азії.

## Опис
Кущ заввишки 1-3 м. Гілочки тоненькі, вкриті бурою або темно-сірою корою. Листки (12-22 см завдовжки) чергові, непарноперисті з 8-12 парами овальних, продовгувато-еліптичних або майже ланцетних листочків. Бічні листочки (2-4 см завдовжки) зверху зелені, зісподу сірувато-зелені.
Квітки дрібні (3-6 мм завдовжки), майже сидячі, зібрані в густі видовжені (10-15 см завдовжки) верхівкові китиці. Суцвіття зібрані по кілька на верхівках гілок, мають короткі квітконоси. Оцвітина подвійна. Чашечка з чотирма тупими зубцями і одним нижнім гострим, фіолетова, притиснуто-білуватоволосиста. Віночок темночервонувато-фіолетовий, з однією пелюсткою (4-6 мм завдовжки, 4 мм завширшки), з нігтиком 1 мм завдовжки.
Плід — серпоподібнозігнутий, одно- або двонасінний біб (5-8 мм завдовжки). Насіння (3-4 мм завдовжки) довгасто-овальне, трохи зігнуте, коричнювате, гладеньке.

## Поширення
Росте в більшій частині США, в пд.-сх. Канаді і на півночі Мексики, присутня як інтродукований вид у Європі, Азії й на інших континентах. Поширена по всій Україні, але переважно на півдні. Росте аморфа в культурі у зріджених мішаних і листяних лісах, на галявинах, відкритих освітлених схилах. Часто вирощують її у садах і парках, полезахисних лісосмугах, у лісокультурах протиерозійних насаджень, уздовж шосейних доріг і залізниць. У деяких країнах Європейського Союзу вважається смітною рослиною та небезпечним інвазійним видом.
Солевитривала, світлолюбна рослина. Цвіте у травні — червні.

## Практичне використання
Фітомеліоративна, лікарська, медоносна, олійна, ефіроолійна, танідоносна і декоративна рослина.
Аморфа кущова — гарний фітомеліоратор. Вона має глибоку, дуже розвинену кореневу систему, що утворює багато кореневих паростків, тому її рекомендують для закріплення крутосхилів, для залісення пісків, а також для насаджень у лісосмугах, особливо в крайніх умовах посушливості і засоленості ґрунтів.
У 1943 році з плодів аморфи кущової виділили глюкозид аморфін. Внаслідок фармакологічних досліджень аморфіну, проведених у Всесоюзному науково-дослідному інституті лікарських рослин, установлено, що він має седативну і кардіотонічну дію.
Аморфа кущова — посередній медодай, але з її квіток бджоли беруть багато червонувато-оранжевого пилку. 3а короткий час бджоли заповнюють темно-фіолетовою пергою аморфи 2-5 вільних рамок, іноді бджоли нею займають таку кількість стільників у гнізді, що матці залишається мало місця для відкладання яєць. Бджоли поїдають пергу аморфи неохоче, вона лишається у вуликах на зиму і до весни псується, кам'яніє в сотах.
В оплоднях і насінні аморфи містяться таніди (5,7 %), у насінні, крім того, жирна олія (близько 15 %), яку використовують у медицині. Ефірна олія міститься також у квітках.
Як декоративна рослина аморфа придатна для живоплотів і групових насаджень.